# Demóstenes (general)
Demóstenes (griego: Δημοσθένης, murió en 413 a. C.). Era hijo de Alcístenes, y fue estratego ateniense durante la guerra del Peloponeso.
Aparece por vez primera en la historia en 426 a. C. en una invasión de Etolia. La invasión fue un fracaso y Demóstenes no volvió a Atenas, temiendo por su vida. Después, ese año, Ambracia invadió Acarnania, y los acarnienses solicitaron ayuda a Demóstenes, quien estaba patrullando la costa del mar Jónico con veinte barcos atenienses. Desembarcó en Olpas y derrotó a un ejército espartano bajo el mando de Euríloco que había ido a ayudar a los ambraciotas. Euríloco murió en la batalla y los acarnienses y ambraciotas firmaron un tratado de paz. Véase batalla de Olpas.
En 425 a. C. estaba aún patrullando el mar Jónico, y se le ordenó unirse a la flota procedente de Atenas para sofocar una revuelta en Sicilia. Debido a una tormenta, Demóstenes en vez de eso desembarcó en Pilos en el Peloponeso. Para tener a sus soldados ocupados, les hizo fortificar el puerto, proporcionando a Atenas una base firme cerca de Esparta. La capital lacedemonia, mientras tanto, desembarcó un ejército en la vecina isla de Esfacteria, y Demóstenes trasladó sus hombres a la playa para prevenir que los espartanos, mandados por Brásidas, desembarcaran allí. El desembarco espartano fue rechazado, y la flota ateniense (habiendo regresado de su viaje a Sicilia) llegó para dar caza los barcos espartanos. Los espartanos intentaron negociar la paz pero se truncó, y Cleón fue enviado a ayudar a Demóstenes, quien había planeado una invasión de Esfacteria. Los dos strategoi atenienses la invadieron y los espartanos se rindieron. Véase batalla de Pilos y batalla de Esfacteria.
En 424 a. C., Demóstenes e Hipócrates intentaron capturar Megara, pero fueron derrotados por Brásidas. Demóstenes entonces fue a Naupacto para ayudar en una revolución democrática, y reunir las tropas para una invasión de Beocia. Demóstenes e Hipócrates se unieron para coordinar sus ataques e Hipócrates fue derrotado en la batalla de Delio. Demóstenes en lugar de ir atacó Sición y fue derrotado también. En 421 a. C., Demóstenes fue uno de los signatarios de la Paz de Nicias que terminó con la primera mitad de la guerra. (Otro Demóstenes fue también un signatario de Esparta.)
En 417 a. C. Demóstenes fue responsable de la evacuación de las tropas atenienses de Epidauro tras la batalla de Mantinea. Organizó juegos atléticos y las tropas atenienses escaparon mientras los epidauros estaban distraídos.
En 415 a. C. Atenas invadió Sicilia. Una flota espartana pronto llegó para reforzar a sus aliados en [Antigua Siracusa|Siracusa]], y se llegó a un punto muerto. En 414 a. C. Demóstenes y Eurimedonte fueron enviados con una nueva flota de setenta y tres barcos y 5000 hoplitas. Demóstenes desembarcó sus tropas y dirigió un audaz ataque nocturno sobre las fuerzas siracusanas. Después de un éxito inicial, las tropas atenienses se desorganizaron y confundieron en la caótica operación nocturna, y fueron obligados por  el comandante espartano Gilipo a ir por una ruta. Tras la derrota, y en vista de que la enfermedad se cebó en el campamento ateniense, Demóstenes sugirió que levantaran inmediatamente el campamento y regresaran a Atenas, donde se les necesitaba para la defensa contra la invasión espartana del Ática. Nicias, el máximo comandante ateniense, al principio se negó, hasta que llegaran más espartanos. Sin embargo, mientras se preparaban para hacerlo, hubo un eclipse lunar, que retrasó la partida al ser considerado un mal augurio. Los siracusanos y espartanos les tendieron una trampa en el puerto y Eurimedonte murió. Los espartanos forzaron a los atenienses a volver a desembarcar a sus hombres. Demóstenes pensaba que todavía podían huir, pero Nicias quería encontrar un refugio en tierra. Tras unos pocos días de marcha Demóstenes y Nicias se separaron; Demóstenes fue emboscado por los siracusanos y forzado a rendirse. Nicias fue también capturado pronto, y ambos fueron ejecutados contra las órdenes de Gilipo, quien había esperado llevar a Demóstenes a Esparta como prisionero.
Demóstenes fue un personaje de Los caballeros de Aristófanes. Junto a Nicias, es un esclavo que derroca a «el Paflagonio», un personaje que representaba a Cleón. Los personajes se basaban en gente real, contemporána de Aristófanes.